# Ирационална доказна средства у процесима против вештица
У процесима против вештица и чаробњака су се у почетку користила ирационална доказна средства, која су се највише задржала код Словена и Германа. Међутим, пошто тиме није био добиван жељени ефекат, римокатоличка црква је почела да примењује тортуру коју је у почетку одбацивала.
Суд хладне воде се често примењивао, што се не би могло рећи за суд вреле воде (котао). Он се вршио на уобичајен начин, оптужени би се превезивао и бацао у воду, па ако би потонуо брзо би се извадио и сматрао би се као невин, у супротном, ако не потоне, сматрао би се као чаробњак или вештица. Пошто је примена оваквог средства углавном водила до позитивних резултата по оптуженог, римокатолички инквизитори су увидели његову непрактичност па су почели да после суда хладне воде примењују тортуру. Такође, забележени су и неки примери када оптужени није потонуо што се приписује вештим и лукавим намештаљкама инквизитора, а неке жене нису могле да потону и због велике одеће у којима се ваздух задржавао4.
Схватање код суда хладне воде било је да вештице не прима ни вода. То се даље повезало са једном од делатности вештица, са њиховим летом на метли, магарцу или јарцу, чиме су оне ишле на своје састанке (sabath). Из тога се изводио закључак да су вештице необично лаке, што је увело једно ново доказно средство – вагање. Вагање вештица тј. мерење тежине појединих жена, било је посебно заступљено у Холандији и Мађарској. Такође и овде су се примењивали разни трикови како би резултат вагања био негативан по оптужену, тј. како би и крупније жене имале необично малу тежину. Једна таква вага која је била намештена да показује мању тежину чува се и данас у Холандији5. Примену оваквог доказног средства против вештица налазимо и у хрватским изворима6.
Оглед са сузама представља доказно средство које је први пут уведено у поступцима против вештица. Њега су препоручивали сви велики заступници прогона вештица, јер је оно било најбоље средство за доказивање чаробњаштва. Оглед се вршио тако што судија или свештеник ставља руку на главу оптуженој, која пред њим стоји или се налази пред мучилима. Притом је изговарао овакву формулу: Заклињем те горким сузама, што их је на крсту пролио наш Спаситељ и господин Исус Христос за спасење света и најврелијим сузама преславне девице, његове мајке, што их је увече пролила над његовим ранама и сузама што су их на овоме свету пролили сви свеци и одабраници божији са чијих је очију садаБог отро сваку сузу, да пролијеш сузе ако си недужна. Ако си крива, да никако не пролијеш. У име оца и сина и светога духа амин!7. Из поменуте заклетве се види да ће оптужена бити крива ако не заплаче, јер се сматрало да је ђаво спречава да се не покаје. А пошто је плакање физиолошки процес који не зависи од наше воље, у пракси је овај оглед доводио до погубљења великог броја жена, оптужених за чаробњаштво8.
Оглед са иглом такође представља доказно средство које је први пут уведено у поступцима против вештица. Наиме, пошто се чаробњаштво сматрало као уговор са ђаволом, претпостављало се да је тај уговор представљен неким белегом на човечјем телу чиме ђаво обележава своје људе. Такође се сматрало да је човек на том делу тела неосетљив, па се оглед са иглом сатојао у томе што се човек на месту белега убада иглом. Ако после убода потече крв, као кад би уболи други незаштићени део тела, сматрало се да није чаробњак или вештица. У супротном, ако не потече крв, сматрало се да је то потпун доказ о његовом чаробњаштву.
У почетку у поступцима против вештица и чаробњака се користила и заклетва са одређеним бројем помагача, али ово доказно средство није довело до прогона вештица па је убрзо и превазиђено.
Судски двобој као врста божјег суда се исто само у почетку примењивао. Као пример примене овог доказног средства можемо поменути један случај из 1028. године. када се тешко разболео гроф Аквитаније Гијом од Ангулема. Као разлог његове болести, људи су видели чарање једне жене осумњичене за чаробњаштво. Тадашњи суд је одлучио да се спор реши судским двобојем (iudicium pugnae). Пошто је оптужена била жена, она је била принуђена да постави неког борца уместо ње. Борба се завршила а борац оптужене није пао, што је значило да је невина. Пошто судски двобој није произвео жељени ефекат, поменута жена је даље стављена на тортуру где је све признала.
Поменута ирационална доказна средства су се брзо заборавила јер нису могла да оправдају велики прогон вештица, а место њих се све више примењивала тортура, као начин да се добије признање, које се сматрало краљицом доказа (regina probationem).